# اوژاک (گار)
اوژاک (به فرانسوی: Aujac) یک کمون در فرانسه است که در canton of Génolhac واقع شده‌است. اوژاک ۱۶٫۴۷ کیلومتر مربع مساحت دارد ۵۰۰ متر بالاتر از سطح دریا واقع شده‌است.